# Garrottering
Garrottering er en henrettelsesmetode ved kvælning med et halsjern (en garrotte). En skrue i halsjernet bliver gradvis strammet til, og offeret bliver langsomt kvalt, samtidig med at nakken knækker.
Garrottering blev anvendt i Spanien helt frem til under Francostyret.
Garrotten findes også som et mere eller mindre improviseret våben til strangulering, bestående af to håndtag med en stærk snor imellem.

## Notable personer, der er henrettet ved garrottering
| Navn                            | År        |
| ------------------------------- | --------- |
| Publius Cornelius Lentulus Sura | 63 f.v.t. |
| Vercingetorix                   | 46 f.v.t. |
| Atahualpa                       | 1533      |
| Diego de Almagro                | 1538      |
| Benigno Andrade                 | 1952      |
| Michele Angiolillo              | 1897      |
| Şehzade Bayezid                 | 1561      |
| Leonardo Bravo                  | 1812      |
| José Apolonio Burgos            | 1872      |
| Luis Candelas                   | 1837      |
| Francisco Castro Bueno          |           |
| Heinz Chez                      | 1974      |
| Juan Díaz de Garayo             | 1881      |
| Francisco Javier de Elío        | 1822      |
| Agapito García Atadell          | 1937      |
| Juan García Suárez              | 1959      |
| Mariano Gomez                   | 1872      |
| José María Jarabo               | 1959      |
| Julio López Guixot              | 1958      |
| Narciso López                   | 1851      |
| Martín Merino y Gómez           | 1852      |
| Kara Mustafa Pasha              | 1683      |
| Francisco Otero González        | 1880      |
| Mariana de Pineda Muñoz         | 1831      |
| Salvador Puig Antich            | 1974      |
| Pilar Prades                    | 1959      |
| António José da Silva           | 1739      |
| Tomasa Tito Condemayta          | 1781      |
| Juan Vázquez Pérez              | 1956      |
| Jacinto Zamora                  | 1872      |
| Luis de Carvajal the Younger    | 1596      |